# WWE NXT
WWE NXT jest programem telewizyjnym o tematyce wrestlingowej produkowanym przez WWE, emitowanym za pośrednictwem The CW i stacji telewizyjnych w różnych krajach. Nazwa programu używana jest też w odniesieniu do rozwojowego brandu NXT. Pierwszy odcinek programu wyemitowano 23 lutego 2010. Początkowo był stworzony jako terytorium rozwojowe, ale pod koniec 2019 stało się trzecim brandem WWE. We wrześniu 2021, NXT ponownie stało się brandem rozwojowym wraz z zmianą NXT w „NXT 2.0”. Rok później, brand powrócił do swojej pierwotnej nazwy „NXT”.

## Historia

### Wczesna historia jako obszar rozwojowy (2012–2019)
Brand NXT powstał w czerwcu 2012, zastępując poprzednią szkółkę federacji – Florida Championship Wrestling (FCW). Wrestlerzy pracujący dla FCW zostali automatycznie przeniesieni do nowego brandu, gdzie kontynuowali przygotowania do debiutów w głównym rosterze WWE. Wraz z otwarciem brandu zaczęto emitować tygodniówkę NXT, będącą duchowym następcą FCW TV. W przeciwieństwie jednak do emitowanego jedynie w lokalnej telewizji FCW TV, nagrane odcinki NXT zaczęto nadawać za pośrednictwem telewizji krajowej na wzór Raw i SmackDown. Spowodowało to szybki rozwój i wzrost popularności nowego programu WWE.
1 lutego 2014 ogłoszono, że pierwsza gala specjalna NXT, o nazwie „NXT Arrival”, odbędzie się 27 lutego i będzie nadawana na żywo za pośrednictwem debiutującej zaledwie cztery dni wcześniej usługi WWE Network. Ta zdobyła dobre opinie fanów i krytyków, co zaowocowało zapowiedzią kolejnej gali w kwietniu tego samego roku. Specjalną galę, mającą odbyć się 29 maja 2014, nazwano „NXT TakeOver” (pl. przejęcie), co miało nawiązywać do stopniowego „przejmowania” głównych rosterów WWE przez zawodników z NXT, jak i do popularności rozwojówki, przewyższającej niektóre z głównych programów WWE. Posunięcie to zapoczątkowało cały cykl gal zarezerwowanych jedynie dla NXT, które miała łączyć wspólna nazwa – NXT TakeOver.
W 2015 NXT zaczęło organizować pierwsze live eventy poza Florydą. W 2016 NXT zorganizowało około 200 eventów na całym świecie.

### USA Network (2019–2024)
W 2019 NXT zostało przeniesione do stacji USA Network, dając znak, że jest teraz trzecim głównym brandem federacji i rozszerzając się na dwugodzinną transmisję na żywo w środowe noce, rozpoczynającą się 18 września 2019 roku. Moment premiery zbiegł się z przeprowadzką SmackDown na FOX w październiku. W wyniku tego posunięcia NXT miało konkurować z cotygodniowym programem Dynamite od All Elite Wrestling (AEW) na antenie TNT; wyznaczając początek „Wednesday Night Wars”. Kolejną oznaką o tym, że staje się głównym brandem było dodanie do rywalizacji NXT na Survivor Series. Następnie potwierdzono, że NXT jest teraz trzecim brandem WWE.
W 2020 zwyciężczyni żeńskiego Royal Rumble matchu, członkini brandu Raw Charlotte Flair spośród wszystkich mistrzyń kobiet wyzwała Rheę Ripley, czyli ówczesną posiadaczkę NXT Women’s Championship na mistrzowski pojedynek na WrestleManii 36. Był to pierwszy przypadek, kiedy zwycięzca Royal Rumble wybrał mistrzostwo NXT jako stawkę swojego mistrzowskiego starcia na WrestleManii. Podczas WrestleManii 36 Flair pokonała Ripley, aby zdobyć mistrzostwo NXT Women’s po raz drugi w swojej karierze. Po wygraniu mistrzostwa, aż do jego utraty Charlotte występowała zarówno na Raw i NXT, ze względu na jej status jako zawodniczka Raw.
Wednesday Night Wars dobiegły końca w kwietniu 2021 roku, kiedy NXT zostało przeniesione na wtorkowe noce. Po zwolnieniu 12 wrestlerów NXT w sierpniu, Dave Scherer i Mike Johnson z Pro Wrestling Insider poinformowali, że toczyły się wewnętrzne rozmowy na temat poważnych zmian w brandzie, takich jak: „nowe logo, nowe oświetlenie, skupienie się na młodszych talentach i inny format niż programy telewizyjne”. Dave Meltzer poinformował, że NXT prawdopodobnie powróci do swoich rozwojowych korzeni, z „talentami, które są młodsze, większe i które pewnego dnia mogą stać się głównym wydarzeniem na WrestleManii”. Prezes WWE Nick Khan następnie potwierdził, że NXT przejdzie „całkowitą przebudowę” nadzorowaną przez Levesque. Jednak ze względu na operację serca we wrześniu Levesque odszedł z brandu, a Shawn Michaels wkroczył, aby nadzorować kreatywny aspekt brandu.
Modernizacja, nazwana „NXT 2.0”, rozpoczęła się 14 września w odcinku NXT. WWE NXT się odbywało z całkowicie przeprojektowanego miejsca w WWE Performance Center, co zbiegło się z przebudową, porzucając nazwę „Capitol Wrestling Center”. Seria NXT TakeOver również została przerwana, a tegoroczna gala WarGames była pierwszym PPV tego brandu, które nie odbyło się pod nazwą „TakeOver”.
We wrześniu 2022 roku Michaels awansował na stanowisko starszego wiceprezesa ds. kreatywnego rozwoju talentów, odpowiedzialnego zarówno za twórczość, jak i rozwój w NXT, a także za późniejszą ekspansję NXT UK na NXT Europe. Na zakończenie odcinka NXT z 13 września 2022 roku, który przypadał na pierwszą rocznicę przebudowy, zaprezentowano zaktualizowane logo marki, w którym zrezygnowano z tytułu „NXT 2.0” i przyjęto złotą kolorystykę przypominającą oryginał brandu NXT.
Pod koniec 2022 roku, po tym, jak Triple H został dyrektorem ds. treści WWE, zapaśnicy NXT zaczęli coraz częściej pojawiać się w głównym programie WWE Main Event. Te crossovery były częścią wysiłków mających na celu zwiększenie widoczności talentu NXT i ocenę ich występów z członkami głównego składu WWE.
W 2024 roku WWE rozpoczęło szerszą wymianę talentów z Total Nonstop Action Wrestling (TNA). Kilku zapaśników TNA pojawiło się w cotygodniowych serialach telewizyjnych NXT i wydarzeniach transmitowanych na żywo.

### The CW (2024–obecnie)
7 listopada 2023 roku WWE ogłosiło, że NXT przeniesie się do The CW w październiku 2024 roku w ramach pięcioletniej umowy. Sieć transmitowała wcześniej SmackDown (jako kontynuację swojego współpoprzednika, UPN), a także krótkotrwały Saturday Morning Slam (jako część produkowanego przez Saban Brands sobotniego porannego bloku Vortexx). NXT miało swoją premierę na The CW 1 października 2024 roku; w ramach premiery program zaplanował dwa tygodnie pokazów podróży, podczas gdy studio Performance Center zostało przeprojektowane, z premierą sezonu z Allstate Arena w Rosemont, a następnie Enterprise Center w Saint Louis w następnym tygodniu. Jednak pokaz w Saint Louis został później przeniesiony do mniejszego miejsca - The Factory at The District - na przedmieściach Chesterfield w stanie Missouri. 21 października 2024 roku WWE ogłosiło, że będzie transmitować NXT 2300 z 2300 Arena w Filadelfii (dawna arena domowa ECW) 6 listopada, specjalna środowa nocna transmisja ze względu na relację korporacyjnego rodzeństwa The CW NewsNation z wyborów prezydenckich w Stanach Zjednoczonych w 2024 roku.
W 2024 roku WWE rozpoczęło szerszą wymianę talentów z Total Nonstop Action Wrestling (TNA). Kilku wrestlerów TNA pojawiało się w cotygodniowych serialach telewizyjnych NXT i wydarzeniach transmitowanych na żywo i odwrotnie. Wieloletnie partnerstwo między Total Nonstop Action Wrestling (TNA) i WWE zostało oficjalnie ogłoszone 16 stycznia 2025 roku.

## Produkcja
W latach 2010–2012 nadawana była pierwotna wersja programu, która była nagrywana tuż przed nagraniami SmackDown i używano setu WWE HD, w której zawodnicy z ówczesnej rozwojówki WWE – Florida Championship Wrestling (FCW) rywalizowali ze sobą w różnych wyzwaniach i walkach. Kulminacją kilkutygodniowej rywalizacji było wyłonienie zwycięzcy, któremu miało przysługiwać prawo debiutu w głównym rosterze WWE. Zwycięzca sezonu wyłaniany był drogą eliminacji. Stary format obejmował 5 sezonów, których zwycięzcami byli Wade Barrett (Sezon 1), Kaval (Sezon 2), Kaitlyn (Sezon 3) i Johnny Curtis (Sezon 4). Piąty sezon zakończył się potrójnym remisem; Titus O’Neil i Darren Young zostali przeniesieni do SmackDown, a Derrick Bateman opuścił WWE.
W swoim pierwotnym wcieleniu piosenka American Bang „Wild and Young” była używana w każdym sezonie z wyjątkiem trzeciego. W trzecim sezonie piosenką otwierającą odcinek był „You Make the Rain Fall” Kevina Rudolfa. „Get Thru This” Art of Dying był również używany jako muzyka w przerywniku przez pierwsze pięć sezonów serialu. NXT, jako teleturniej, odbywało się na dużych arenach jako część harmonogramów nagrywania innych występów WWE, które zawierały żółte liny ringowe i wykorzystywały ten sam zestaw HD, jaki był używany w innych cotygodniowych programach WWE.
Po ponownym uruchomieniu i przybyciu na Full Sail University w Winter Park na Florydzie, „Welcome Home” Coheeda i Cambrii był używany od wznowienia programu 20 czerwca 2012 roku do 24 lutego 2014 roku, ale zachowano żółte liny i używano czarnej maty. „Roar of the Crowd” w wykonaniu CFO$ był oficjalną piosenką przewodnią NXT od czasu jej pojawienia się w WWE Network od 27 lutego 2014 do 5 kwietnia 2017. Remiks tej samej piosenki był używany od 15 czerwca 2016. Od 12 kwietnia 2017 roku piosenką przewodnią był „Rage” zespołu CFO$, a następnie „Resistance” zespołu Powerflo; który został użyty po raz pierwszy w odcinku z 31 maja 2017 roku. 
W odcinku z 4 kwietnia 2019 roku jako nową piosenkę przewodnią wykorzystano „All Out Life” zespołu Slipknot. W październiku 2020 roku wydarzenia NXT zostały przeniesione do WWE Performance Center w Orlando w stanie Floryda. Od 20 kwietnia 2021 do 7 września 2021 oficjalną piosenką przewodnią NXT była „Say Cheese” w wykonaniu Poppy, wykonana po raz pierwszy na NXT TakeOver: Stand & Deliver.
Kiedy 14 września 2021 roku NXT zostało ponownie wydane jako NXT 2.0, oficjalną piosenką przewodnią był „Down South” Wale’a z udziałem Yelli Beezy i Maxo Kreama. Nowy zestaw zawiera wielokolorowe ekrany LED z łukiem. Mata ringowa stała się biała, a liny ringowe stały się białe, po czym zmieniły kolor na niebieski, a stół komentatora został przeniesiony. Po powrocie NXT 2.0 do NXT, w październiku 2022 roku liny pierścieniowe powróciły do koloru białego, a logo stało się białe z czarno-złotymi akcentami.
Od 1 października 2024 roku nową oficjalną piosenką przewodnią jest „Millions From Now” autorstwa 2 Chainza i Lil Wayne’a.

## Specjalne odcinki
Przez całą historię istnienia NXT, sporadycznie emitowano odcinki specjalne.

## Mistrzowie i inne osiągnięcia

### Mistrzowie
Obecnie na NXT pojawiają się jedynie posiadacze mistrzostw przypisanych do tygodniówki (NXT Championship, NXT Women’s Championship, NXT North American Championship, NXT Women’s North American Championship, NXT Heritage Cup i NXT Tag Team Championship).
- WWE Women’s Tag Team Championship jest bronione w każdym z trzech brandów.

| Mistrzostwo                             | Obecny mistrz(owie) | Obecny mistrz(owie)                       | Panowanie | Data zdobycia         | Dni | Miejsce                     | Dodatkowe informacje                                                                                                  |
| --------------------------------------- | ------------------- | ----------------------------------------- | --------- | --------------------- | --- | --------------------------- | --- |
| NXT Championship                        |                     | Oba Femi                                  | 1         | 7 stycznia 2025(dts)  | 225 | Los Angeles, Kalifornia     | Pokonał poprzedniego mistrza Tricka Williamsa i Eddy’ego Thorpe’a w triple threat matchu na NXT: New Year’s Evil.     |
| NXT Women’s Championship                |                     | Jacy Jayne                                | 1         | 27 maja 2025(dts)     | 85  | Orlando, Floryda            | Pokonała poprzednią mistrzynię Stephanie Vaquer na odcinku NXT.                                                       |
| NXT North American Championship         |                     | Ethan Page                                | 1         | 27 maja 2025(dts)     | 85  | Orlando, Floryda            | Pokonał poprzedniego mistrza Ricky’ego Saintsa na odcinku NXT.                                                        |
| NXT Women’s North American Championship |                     | Sol Ruca                                  | 1         | 19 kwietnia 2025(dts) | 123 | Paradise, Nevada            | Pokonała Zarię, Kelani Jordan, Izzi Dame, Lolę Vice i Theę Hail w Ladder matchu o zwakowany tytuł na Stand & Deliver. |
| NXT Heritage Cup                        |                     | Channing "Stacks" Lorenzo                 | 1         | 24 czerwca 2025(dts)  | 57  | Orlando, Floryda            | Pokonał Tony’ego D’Angelo wynikiem 2–1, aby zdobyć zwakowany tytuł na NXT.                                            |
| NXT Tag Team Championship               |                     | Hank and Tank (Hank Walker i Tank Ledger) | 1         | 19 kwietnia 2025(dts) | 123 | Paradise, Nevada            | Pokonali poprzednich mistrzów Fraxiom (Nathana Frazera i Axioma) na Stand & Deliver.                                  |
| WWE Women’s Tag Team Championship       |                     | Alexa Bliss i Charlotte Flair ‡           | 2 (2, 4)  | 2 sierpnia 2025(dts)  | 18  | East Rutherford, New Jersey | Pokonały poprzednie mistrzynie The Judgement Day (Raquel Rodriguez i Roxanne Perez) na pierwszej nocy SummerSlam.     |

### Inne osiągnięcia
| Osiągnięcie                   | Ostatni zwycięzca            | Data wygranej | Lokalizacja            | Notki                                                                          |
| ----------------------------- | ---------------------------- | ------------- | ---------------------- | ------------------------------------------------------------------------------ |
| Dusty Rhodes Tag Team Classic | Baron Corbin i Bron Breakker | 4 lutego 2024 | Clarksville, Tennessee | Pokonali Carmelo Hayesa i Tricka Williamsa w finale turnieju na Vengeance Day. |